# 東京建物
東京建物株式会社（とうきょうたてもの）は、東京都中央区八重洲に本社を置く不動産会社。安田財閥の創始者、安田善次郎が1896年（明治29年）に設立した日本で最も古い歴史を持つ総合不動産会社（デベロッパー）である。
日経平均株価およびJPX日経インデックス400の構成銘柄の一つ。旧富士銀行（安田銀行、現在のみずほ銀行）系列の芙蓉懇談会に加盟する。

## 概要
設立当初より、日本で最初の住宅ローンを開始したり、1998年には国内で初のSPC法に基づく不動産証券化第1号登録を取得するなど、不動産業界の中では先駆的な役割を果たしてきた会社である。不動産の鑑定に関しての歴史も大変古く、1900年代以降から業務を行っており、1965年10月1日に設立された社団法人日本不動産鑑定協会（2012年4月1日付で、公益社団法人日本不動産鑑定士協会連合会に移行）の発起人として参画するなど、日本の不動産鑑定業界においても草分け的な存在である。
2003年に分譲マンションのブランド名を、それまでの価格帯・仕様別で5つに分かれていた「ヴェール」シリーズから、「Brillia調布国領（東京都調布市）」の分譲から「Brillia（ブリリア）」の1ブランドに統一した。ブランド戦略の一環として竹中直人を起用したテレビCMなどを行っており、2009年のマンション供給戸数ランキングでは全国12位（1,349戸）、首都圏9位（977戸）、近畿圏19位（321戸）の実績がある。
高級賃貸マンションでは「Brillia ist（ブリリア イスト）」シリーズを展開しており、2005年に竣工した「アパートメンツ東雲キャナルコート（江東区東雲、2018年5月Brillia ist 東雲キャナルコートに改称）」（総戸数423戸）は、「東雲キャナルコート 中央ゾーン」として、都市再生機構（UR）と共に2005年度グッドデザイン賞の金賞を受賞している。
SPCを活用した再開発を得意としており、「オリナス（錦糸町）」や「VIORO（福岡・天神）」、みずほ銀行本店ビルの「大手町タワー（東京都千代田区）」などのプロジェクトがあるが、京急川崎駅前の商業施設「川崎DICE（神奈川県川崎市）」については、法定再開発事業にSPCが単独で参加組合員となって事業参画した国内初のプロジェクトである。

## 沿革
※ 沿革｜企業情報｜東京建物株式会社（外部サイト）
- 1896年 - 安田善次郎により東京市日本橋区呉服町に設立。
- 1902年 - 天津日本租界の開発工事を引き受け、土砂埋め立て工事を施工[3]。
- 1903年 - 中国・天津支店開設（1945年廃止）。不動産管理運営などの事業を開始。
- 1907年 - 東京株式取引所に株式を上場。
- 1928年 - 宅地分譲開始（関口台町分譲地）。
- 1929年 - 東京建物本社ビル竣工。本店移転（日本橋呉服橋三丁目7番地）。
- 1937年 - 別荘分譲開始（湯河原）。満州興業株式会社を吸収合併。
- 1943年 - 安田ビルディング株式会社を吸収合併（旧：東京建物大阪ビル取得）。
- 1945年 - 合名会社安田保善社の関係会社として制限会社に指定。
- 1949年 - 東京証券取引所に株式再上場。
- 1952年 - 宅地建物取引業者免許を取得。
- 1956年 - 一級建築士事務所登録。東京不動産管理株式会社設立。
- 1959年 - 東京不動産清掃株式会社（現・東京ビルサービス）設立。
- 1962年 - 東建商事株式会社（現・東京建物アメニティサポート）設立。
- 1965年 - 不動産鑑定業者登録。
- 1968年 - マンション分譲開始（藤沢市）。
- 1979年 - 新宿センタービル竣工。
- 1980年 - 東建住宅サービス株式会社（現・東京建物不動産販売）設立。
- 1984年 - 共同ビル管理株式会社（現・東京建物不動産投資顧問）設立。
- 1987年 - 大崎駅東口市街地再開発事業「大崎ニューシティ」竣工。河口湖リゾート開発株式会社（現・東京建物リゾート）設立。
- 1989年 - 株式会社長井コンパウンド（現・東京建物リゾート）の全株式を取得。
- 1990年 - Tokyo Tatemono(U.S.A.),Inc. 設立。
- 1993年 - ヴェールマンションシリーズ発売。
- 1996年 - 定期借地権付きマンション「プランヴェールEX」分譲開始。創立100周年、企業理念・シンボルマーク制定。
- 1998年 - SPC法に基づく不動産証券化第1号登録を取得。
- 2000年 - 株式会社東京リアルティ・インベストメント・マネジメント（現・ 東京建物リアルティ・インベストメント・マネジメント）設立。
- 2001年 - 株式会社イー・ステート・オンライン設立。
- 2002年 - 東京証券取引所にJ-REIT「日本プライムリアルティ投資法人」上場。
- 2003年 - マンションブランドを「Brillia（ブリリア）」に統一。Brilliaブランドのマンション分譲開始（Brillia調布国領）。
- 2004年
  - 戸建住宅ブランドを「Brillia Terrace（ブリリアテラス）」に統一
  - 株式会社プライムプレイス設立
  - みずほ銀行からみずほ銀行大手町本部ビル（旧富士銀行本店）と隣接する大手町フィナンシャルセンターを取得。
- 2006年 - 東京建物（上海）房地産咨詢有限公司設立。
- 2007年 - 東京建物不動産投資顧問株式会社設立。
- 2011年 - 日本パーキングを完全子会社化。駐車場事業参入。
- 2012年 - 緑の中で働く新たなワークスタイルを提案「中野セントラルパーク」竣工。
- 2014年 - みずほ銀行大手町本部ビル・大手町フィナンシャルセンター跡地に、大手町タワー竣工。
- 2015年 - 東京証券取引所一部上場であった子会社の東京建物不動産販売株式会社を完全子会社化。
- 2017年 - 西新サービス株式会社をグループ会社化。会員制シェアオフィス 「+OURS（プラスアワーズ）」 シリーズ開始。賃貸マンションブランドを「Brillia ist（ブリリアイスト）」に統一。
- 2019年 - 国内初、不動産セクターとしては世界初の公募ハイブリッド社債（環境債：グリーンボンド）発行。
- 2020年
  - 5月7日「東京建物八重洲ビル」に本社事務所移転。
  - 子会社の東京建物シニアライフサポート株式会社の全株式をSOMPOケア株式会社へ譲渡（同社はSOMPOケアシニアライフサポート株式会社へ社名変更した後、2021年3月にSOMPOケアへ吸収合併された）。
- 2021年 - エキスパートオフィス株式会社をグループ会社化。

## 歴代社長
| 代 | 氏名       | 就任日         | 退任日         | 出身校                       | 備考                           |
| -- | ---------- | -------------- | -------------- | ---------------------------- | ------------------------------ |
| 1  | 中沢彦吉   | 1896年8月8日   | 1898年7月15日  | 慶應義塾                     | 会長                           |
| 2  | 名村泰三   | 1898年7月15日  | 不詳           |                              | 専務                           |
| 3  | 中沢彦吉   | 不詳           | 1912年5月6日   | 慶應義塾                     | 会長、在職中に死去             |
| 4  | 安田善三郎 | 1912年5月6日   | 1919年8月20日  | 帝国大学法科大学             | 会長、1918年12月より社長       |
| 5  | 安田善雄   | 1919年8月20日  | 1923年9月3日   |                              | 在職中に死去                   |
| 6  | 藪田岩松   | 1923年9月27日  | 1927年6月27日  |                              | 在職中に死去                   |
| 7  | 宮本繁次郎 | 1927年7月28日  | 不詳           |                              | 常務                           |
| 8  | 川崎清男   | 1937年12月16日 | 1944年1月11日  | 東京帝国大学法学部政治学科   | [ 4 ]                          |
| 9  | 石毛竹治郎 | 1944年1月13日  | 1945年10月30日 |                              | [ 4 ]                          |
| 10 | 磯部橘之丞 | 1947年3月28日  | 1948年2月5日   |                              | 財閥同族支配力排除法により退任 |
| 11 | 藤村謙二   | 1948年3月4日   | 1957年8月28日  | 東京帝国大学経済学部商業学科 | [ 4 ]                          |
| 12 | 小池光男   | 1957年8月28日  | 1963年8月29日  | 宇都宮中学校                 | [ 4 ]                          |
| 13 | 弥富武     | 1963年8月29日  | 1975年5月28日  | 東京帝国大学経済学部経済学科 | 在職中に死去                   |
| 14 | 西川英夫   | 1975年6月2日   | 1979年3月30日  | 京都帝国大学法学部           | [ 4 ]                          |
| 15 | 柴田隆三   | 1979年3月30日  | 1989年3月30日  | 慶應義塾大学経済学部経済学科 | [ 4 ]                          |
| 16 | 石井正勝   | 1989年3月30日  | 1995年3月30日  | 東京大学法学部               | [ 4 ]                          |
| 17 | 南敬介     | 1995年3月30日  | 2006年         | 一橋大学商学部               |                                |
| 18 | 畑中誠     | 2006年         | 2012年         | 横浜国立大学経済学部         | 引責辞任                       |
| 19 | 佐久間一   | 2012年         | 2017年         | 東京大学法学部               |                                |
| 20 | 野村均     | 2017年         | 2024           | 早稲田大学商学部             |                                |
| 21 | 小澤克人   | 2025年         | 現職           | 慶應義塾大学法学部政治学科   |                                |

## 再開発案件
- 東京建物仙台ビル（仙台市青葉区）
- 新宿センタービル（東京都新宿区）
- 霞が関コモンゲート（東京都千代田区）
- オリナス（東京都墨田区）
- 東京スクエアガーデン（東京都中央区）
- 大手町タワー（東京都千代田区）
- ルネッサンスタワー上野池之端（東京都台東区）
- 中野セントラルパーク（東京都中野区）
- としまエコミューゼタウン（東京都豊島区・豊島区役所およびBrillia Tower 池袋）
- Hareza池袋（東京都豊島区・Hareza Tower、東京建物 Brillia HALL、harevutaiなど）
- 渋谷二丁目西地区（東京都渋谷区）
- MUSE CITY ザ・ファーストタワー（さいたま市南区）
- 川崎DICE（神奈川県川崎市）
- ザ・コスギタワー（神奈川県川崎市）
- 名古屋プライムセントラルタワー（名古屋市西区）
- 博多祇園センタープレイス（福岡市博多区・テナントとしてダイエーグルメシティ博多祇園店が入居）
- VIORO（福岡市中央区天神）
- 西新エルモールプラリバ（福岡市早良区西新）
- ONE DOJIMA PROJECT（大阪府大阪市北区・Brillia Tower 堂島）

## 関係会社
特記無き場合は100%出資。
連結子会社
- 東京建物不動産販売 - 不動産の販売代理・仲介・賃貸借管理・コンサルティング事業
- 東京建物リゾート - リゾート運営・管理事業、温浴事業（スーパー銭湯おふろの王様）、ゴルフ場運営
- 東京建物アメニティサポート - マンション管理・ビル清掃・住宅工事事業
- 東京建物不動産投資顧問 - 不動産投資に関する投資助言・コンサルティング。私募リート「東京建物プライベートリート投資法人」の運用。
- イー・ステート・オンライン - インターネット戦略コンサルタント・人材派遣。
- プライムプレイス - 商業ビルやショッピングセンターの運営管理。
- 東京建物（上海）房地産咨詢有限公司 - 海外事業
- 日本パーキング - 時間貸駐車場事業
- 東京不動産管理 - オフィスビル等の設備・総合管理事業
- 東京ビルサービス - ビル清掃・衛生管理事業
- Tokyo Tatemono Asia Pte. Ltd. - 海外事業
- 東京リアルティ・インベストメント・マネジメント - J-REIT「日本プライムリアルティ投資法人」の運用。75%出資だったが、2023年（令和5年）4月26日付で100%子会社化[5]。
- 東京建物スタッフィング株式会社
- 西新サービス株式会社

過去の関係会社
- 誠愛苑[6] - 有料老人ホームの開発・運営。2014年9月に株式取得[7]、2018年7月に東京建物シニアライフサポート株式会社へ吸収合併、2020年12月にSOMPOケア株式会社の完全子会社化、SOMPOケアシニアライフサポート株式会社に商号変更、2021年3月にSOMPOケア株式会社へ吸収合併[8]。
- 東京建物ファンドマネジメント[9] - 不動産特定共同事業法に基づく不動産小口化商品の企画・販売。1996年（平成8年）6月に株式会社東京建物プロパティマネジメントとして設立、2016年（平成28年）6月1日に東京建物に吸収合併[10]。
- マオス[11]、新総企[12]（マオスの子会社） - 時間貸駐車場事業。2015年（平成27年）3月、丸紅完全子会社のアイ・シグマ・キャピタル株式会社が管理するファンドから株式を取得、完全子会社化[13][14]。2016年（平成28年）2月に日本パーキングへ吸収合併[15]。